# Rudki (przystanek kolejowy)
Rudki – zamknięty w 2004 roku przystanek osobowy a dawniej także ładownia w Rudkach na linii kolejowej nr 416 Wałcz Raduń – Wierzchowo Pomorskie, w województwie zachodniopomorskim.